# 埃瓦里斯特·恩达伊施米耶
埃瓦里斯特·恩达伊施米耶（法語：Évariste Ndayishimiye，1968年—）是布隆迪政治家，自2020年6月18日起担任布隆迪总统。在布隆迪内战期间，他参与了叛军全国捍卫民主委员会-捍卫民主力量，并提升了其民兵队伍。冲突结束后，他进入布隆迪军队，在皮埃尔·恩库伦齐扎总统的支持下担任了一些政治职务。恩库伦齐扎在2020年大选前支持恩达伊施米耶为继任者，其以多数票获胜。